# Buchwaldoboletus spectabilis
Buchwaldoboletus spectabilis är en svampart som beskrevs av Watling 1988. Buchwaldoboletus spectabilis ingår i släktet Buchwaldoboletus och familjen Boletaceae.   Inga underarter finns listade i Catalogue of Life.